# Jacques Le Chevallier
Jacques Le Chevallier (* 26. Juli 1896 in Paris; † 23. April 1987 in Fontenay-aux-Roses) war ein französischer Maler und Glasmaler. Er entwarf in den 1920er und 1930er Jahren auch Leuchten, die heute z. B. im Musée d’Art moderne Richard-Anacréon in Granville ausgestellt werden.

## Leben

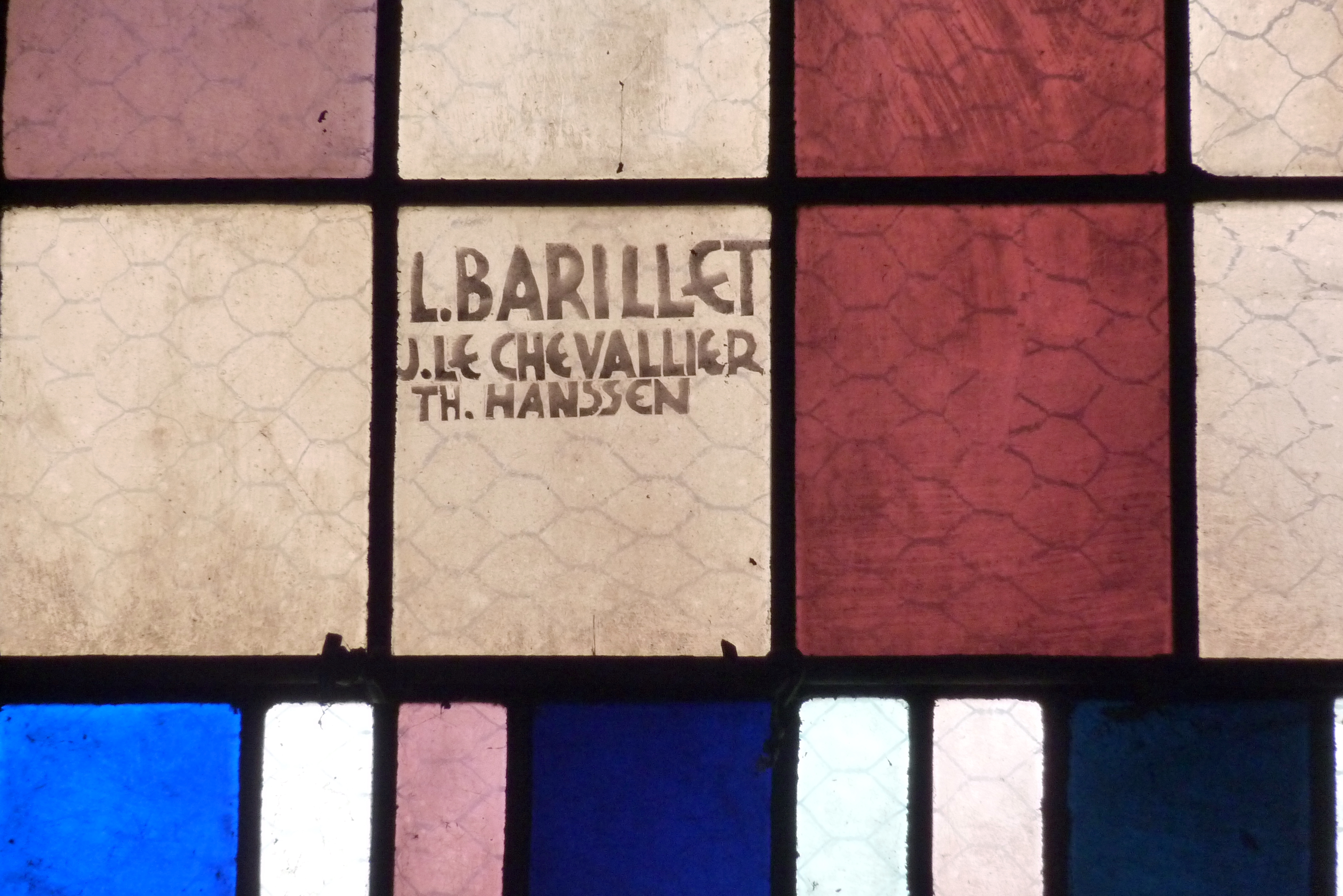
Signatur von Louis Barillet, Jacques Le Chevallier und Théodore-Gérard Hanssen (1885–1957) auf einem Fenster der Kirche St-Pierre-St-Paul in Jouarre

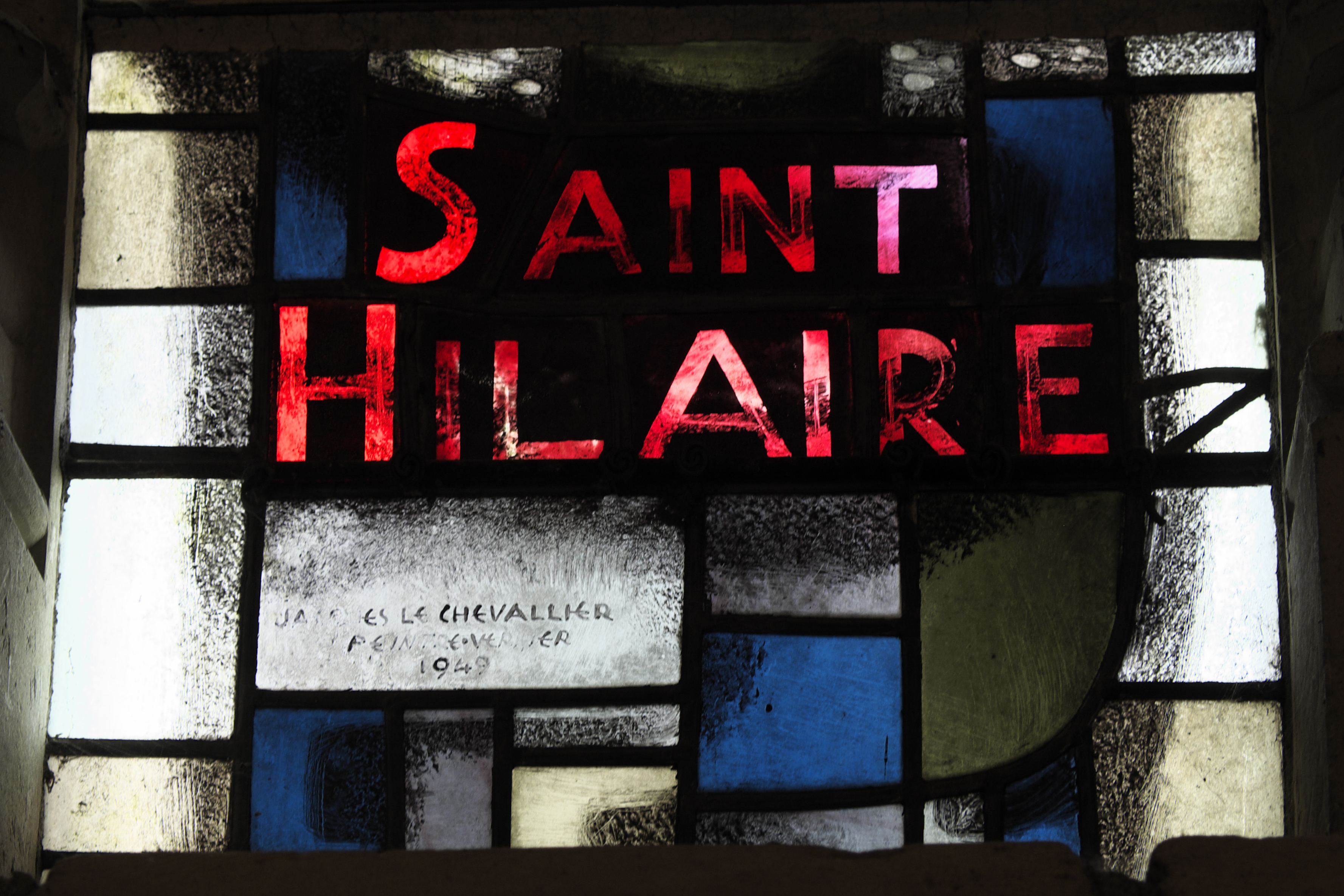
Signatur von Jacques Le Chevallier auf einem Fenster der Kirche Notre-Dame in La Roche-Posay

Der Vater von Jacques Le Chevallier war Angestellter in einem Architekturbüro und seine Mutter war als Zeichenlehrerin bei der Stadt Paris beschäftigt. Von 1911 bis 1915 studierte Jacques Le Chevallier an der École nationale des arts décoratifs, wo er Schüler von Paul Renouard und Eugène Morand war.
Von 1915 bis 1919 war er Soldat während des Ersten Weltkrieges. Im Jahr 1920 begann er als Glasmaler im Atelier von Louis Barillet zu arbeiten. Diese Zusammenarbeit endete mit der Gründung seines eigenen Ateliers im Jahr 1946 in Fontenay-aux-Roses.
Jacques Le Chevallier war Mitglied bei der Société des artistes décorateurs und beim Salon d’Automne, wo er gelegentlich Gemälde und Aquarelle ausstellte. Er war 1925 Mitbegründer der Union des Artistes Modernes (UAM).
Im Jahr 1948 organisierte er das Centre d’Art sacré in Zusammenarbeit mit Maurice Rocher. Ab 1952 unterrichtete Jacques Le Chevallier das Fach Glasmalerei an der École nationale supérieure des beaux-arts, wo u. a. Jean-Marie Martin und Pierre Gessier seine Schüler waren.
Jacques Le Chevallier wurde auf dem Friedhof von Fontenay-aux-Roses bestattet.

## Werk (Auswahl)
Bleiglasfenster in Kirchen:
- Basilika Notre-Dame de la Trinité in Blois (14 Fenster mit Louis Barillet und Théodore-Gérard Hanssen)
- Basilika Notre-Dame de Montligeon, zwischen 1917 und 1947 (mit Louis Barillet und Théodore-Gérard Hanssen)
- Notre-Dame-des-Otages im 20. Arrondissement von Paris (mit Louis Barillet und Théodore-Gérard Hanssen)
- Saint-Pierre-Saint-Paul in Jouarre (mit Louis Barillet und Théodore-Gérard Hanssen)

- Kathedrale von Angers
- Kathedrale von Beauvais
- Kathedrale von Besançon
- Kathedrale von Laon
- Kathedrale Notre-Dame de Paris 1965 Vier Fenster mit abstrakten Mustern für den südlichen Obergaden des Langhauses. Einige Wochen nach dem Brand am 15. April 2019 wurden sie ausgebaut, zunächst in einem Depot eingelagert und ab Frühjahr 2022 in der Glaswerkstatt der Kölner Dombauhütte in Kooperation mit dem Atelier Möhrle/Williger und Die Glasmaler (Borchen) restauriert.[1]
- Kathedrale von Soissons
- Kathedrale von Toulouse
- Kirche des Klosters Marienthal in Haguenau
- Kirche Ste-Monique in Bagneux
- Kirche Immaculée-Conception Boulogne-Billancourt
- Kirche Notre-Dame in Doullens
- Kirche Notre-Dame du Cap Lihou in Granville
- St. Georg (Haguenau)
- Kirche Notre-Dame-des-Otages in Paris
- Kirche Notre-Dame in La Roche-Posay
- Kirche Ste-Jeanne-d'Arc in Le Touquet-Paris-Plage
- Chapelle Sainte-Bernadette de Paris
- Kirche St-Pierre-St-Paul in Fontenay-aux-Roses

Bleiglasfenster in profanen Gebäuden:
- Hôtel de ville in Cachan, vier Fenster, 1935 (mit Louis Barillet und Théodore-Gérard Hanssen)